# Салаирская
Салаирская — упразднённый посёлок станции в Прокопьевском районе Кемеровской области России. На момент упразднения входил в состав Каменно-Ключевского сельского поселения. Исключён из учётных данных в 1984 году.

## География
Посёлок располагался севернее истоков реки Кара-Чумыш, у одноимённой железнодорожной станции Западно-Сибирской железной дороги, на расстоянии приблизительно 8 км по прямой к юго-западу от поселка Каменный Ключ.

## История
Возник в 1952 году как посёлок сотрудников железнодорожной станции Салаирская на линии Алтайская — Артышта Западно-Сибирской железной дороги.
До 1966 года в составе Михайловского сельсовета. Решением ОИК № 429 от 22 октября 1984 г. посёлок исключен из учётных данных.

## Население
| 1970 | 1979 |
| ---- | ---- |
| 81   | ↘6   |